# Магнус IV Слепой
Магнус IV Сигурдссон Слепой (норв. Magnus Sigurdsson den blinde) (ок. 1115 — 12 ноября 1139) — король Норвегии в 1130—1135 годах, сын Сигурда I. Был вынужден делить власть с Харальдом IV Гилли, своим дядей. Был свергнут и ослеплён, впоследствии участвовал в гражданской войне и погиб в битве у Серого Острова. Стал одним из главных героев «Саги о Магнусе Слепом и Харальде Гилли» в составе «Круга Земного».

## Биография

### Юность
Согласно саге, родился вскоре после смерти Олафа Магнуссона (1115 год). Магнус IV был сыном Сигурда I и его наложницы Боргхильды Олафсдоттир. Рос и воспитывался в Холугаланде у человека по имени Видкунн.
В 1127 году в Норвегию прибыл Харальд Гилли, назвавший себя сыном Магнуса Голоногого и братом Сигурда I. Харальд выдержал испытание огнём, но поклялся не претендовать на норвежский трон, пока жив сам Сигурд I и его сын, Магнус IV. Магнус и Харальд Гилли почти сразу стали заклятыми врагами — они постоянно спорили, кроме того, если верить сагам, то в физическом развитии Харальд превосходил Магнуса.
В 1130 году Сигурд I Крестоносец скончался, и Магнус был провозглашен великим конунгом (королём).

### Правление. Начало гражданской войны
Согласно саге, Магнус был надменен и жесток, а также жаден, груб и недоброжелателен, а удержаться у власти ему помогла лишь всенародная популярность покойного отца. Одновременно с тингом в Осло был собран тинг в Тёнсберге, на котором сторонники Харальда Гилли провозгласили его королём и соправителем Норвегии. Нарушение клятвы, данной Сигурду I, Харальд объяснил тем, что она была дана по принуждению. Этот момент считается поворотным истории страны, так как с него начинается эпоха гражданских войн в Норвегии длиной в век.
Три года — до 1133 короли правили каждый в своей части страны относительно мирно, но такая ситуация не устраивала ни Магнуса, ни Харальда. Зимой 1133 года Харальд и Магнус решили встретиться, но встреча не состоялась из-за драки их людей между собой. Весной 1134 года Магнус открыто заявил о подготовке к войне и стал собирать войска для борьбы с Харальдом Гилли. Его главным аргументом было обвинение Харальда в клятвопреступлении. Харальд также стал собирать войска в Оппланне и Викене.
9 августа 1134 года в канун «дня Лавранца» (день Святого Лаврентия — 10 августа) Харальд с полутора тысячами людей находился в Фюрилейве в Ранрики (провинция Бохуслен). Неожиданно, дозорные сообщили ему о подходе 6-тысячного войска Магнуса. Войско Харальда было разбито, сам Харальд бежал в Данию к королю Эрику Незабвенному). Несмотря на просьбы советников остаться с войском на юге и дождаться возвращения Харальда, Магнус распустил войско и отправился на север.

### Свержение. Претендент на престол
Харальд Гилли быстро собрал новое войско и уже зимой 1134/1135 года вернулся в Норвегию. Он осадил Берген и 7 января 1135 года вошёл в город. Магнус пытался спастись на корабле, но выход из бергенского залива Воген был перекрыт людьми Харальда. Таким образом, Магнус оказался со всех сторон окружен врагами. Тогда король Магнус сдался — воины, взошедшие на его корабль, взяли Магнуса в плен.
Магнус IV был низложен, единоличным правителем был провозглашен Харальд. В качестве наказания Магнус был отдан на растерзание собственным рабам — они выкололи ему глаза и оскопили, а также отрубили правую ногу. После этого изуродованный Магнус, получивший прозвище Слепой, был отправлен в бенедиктинский монастырь на острове Мункхолмен.
Магнус жил в монастыре до 1136 года, когда Сигурд Слембе убил короля Харальда IV Гилли. Сигурд, незаконнорождённый сын Магнуса Голоногого (дядя Магнуса Слепого), стал искать поддержки в борьбе за власть. Магнус присоединяется к войскам Сигурда, и ему удается привлечь на свою сторону войска. В 1137 году флот Магнуса Слепого сошёлся с флотом под командованием малолетнего короля Инге I (фактическим командиром был Тьостольф Алисон). Эта битва состоялось у Мюнне (Минне). Войска Магнуса Слепого были разбиты, однако ему удалось бежать.
Магнус Слепой отправился на юг, в Данию, где к нему вскоре присоединился Сигурд Слембе. Они пытались убедить датского короля Эрика помочь им, но безуспешно. Единственное, что дозволил им Эрик, это нанять несколько датских кораблей. Осенью 1139 года норвежско-датский флот двинулся на север, в Норвегию.

### Битва у Серого Островаи смерть
В воскресенье 12 ноября 1139 года (на следующий день после «дня Мартейна» — дня Святого Мартина) два флота сошлись у Серого Острова (Хольменгро, Hólm hinn grá), одного из островов Валера. У претендентов было 30 кораблей (12 собственных и 18 датских), а у королей Норвегии — 20, но все они были большими. К тому же вскоре после начала битвы ситуация резко изменилась — датчане покинули поле битвы. Войска претендентов остались в меньшинстве.
Королевские войска под фактическим командованием Тьостольфа, Амунда и Оттара начали массово уничтожать врагов. Вскоре был «очищен от людей» корабль Магнуса Слепого. Сам он из-за своих физических недостатков не мог покинуть корабль. Его дружинник по имени Хрейгар подхватил конунга (см. изображение в карточке) и, прикрывая его своим телом, попытался перебраться на другой корабль. Однако в спину Хрейгара попало копье, которое пробило его насквозь, задев и Магнуса. Так погиб Магнус IV Слепой.
Тело Магнуса по приказу Тьостольфа Алисона было захоронено в Церковь Святого Халльварда в Осло. Там же похоронен и его отец, Сигурд I. На ферме Сторедаль в Скьеберге (ныне Сарпсборг, Эстфолл) Магнусу Слепому установлен памятник.

## Семья
Женой Магнуса была Кристина, дочь Кнуда Лаварда и внучка датского короля Эрика I, сестра короля Вальдемара Великого. Согласно саге Снорри Стурлусона, Магнус не любил жену и после смерти отца «отослал её обратно в Данию», чем вызвал недовольство семьи датских королей.